# Batallón Skala
Batallón Skala:(Idioma ucraniano: Батальйон розвідки Скала) es una unidad militar de voluntarios de la inteligencia militar ucraniana formada por Yuriy Harkaviy, cuyo apodo ″Skala″ le dio su nombre a la unidad. Ha participado en operaciones en la invasión rusa de Ucrania en 2022, como asaltos a posiciones enemigas y uso de drones aéreos para cazar soldados rusos y sus equipos, teniendo éxito en la Contraofensiva del este de Ucrania de 2022 trabajando con la 93.a Brigada Mecanizada.
Harkaviy inicialmente formó la unidad reclutando hombres de espíritu similar y brindándoles suministros constantes, comenzando emboscando columnas de tanques rusos. Los miembros del Batallón Skala lucen insignias adornadas con dos armas antitanque y un dron. Usando sus drones, la unidad busca objetivos para informar a los cuarteles generales amigos, quienes luego transmiten la información a los artilleros que pueden usar los drones para corregir su fuego en las posiciones enemigas.

## Estructura
- Gestión
- Grupos de inteligencia
- Pelotones de Drones de ataque
- Grupos de reconocimiento aéreo

## Historia
"El batallón es una segunda familia", dicen los militares. Por lo tanto, el apoyo mutuo amistoso y la confianza son los valores del equipo de la unidad. El 23 de febrero se considera el día de la fundación del batallón, cuando comenzaron los grupos móviles de fuego dirigidos por el comandante del batallón para defender Járkov.
El batallón Skala ha tomado parte en la defensa de Bakhmut, estando en las inmediaciones cuando un Sukhoi Su-24 ruso fue derribado.

## Emblema
El emblema oficial del batallón representa un dron y el sistema de misiles antitanque portátiles (ATGM)FGM-148 Javelin  como las principales herramientas de los militares de la unidad combinada.

## Pérdidas
- Yatsunyk Viktor Vasyliovych "británico" (11 de abril de 1978 a 17 de septiembre de 2022)
- Iván Oleksandrovich Shpylevy "Sádico" (26 de enero de 1990 - 17 de septiembre de 2022)

## Distinciones
Docenas de militares del batallón recibieron medallas y distinciones estatales, incluso del presidente de Ucrania, premios como  armas de fuego del Ministro de Defensa de Ucrania.